# Puria
Puria is een geslacht van hooiwagens uit de familie Assamiidae.
De wetenschappelijke naam Puria is voor het eerst geldig gepubliceerd door Roewer in 1923. 

## Soorten
Puria is monotypisch en omvat slechts de volgende soort:
- Puria dorsalis